# Хал Клемънт
Хари Клемънт Стъбс (английски: Harry Clement Stubbs), по-известен като Хал Клемънт (на английски: Hal Clement), е американски писател на научна фантастика.

## Биография и творчество
Роден е в Съмървил, щат Масачузетс, САЩ. Получава бакалавърска степен по астрономия от университета в Харвард, а след това завършва университета в Бостън. През Втората световна война Хал Клемънт служи във ВВС на САЩ и получава медал за победа във въздушен бой. След края на войната се занимава с различни неща – работи като преподавател, като журналист и други.
Хал Клемънт е един от най-типичните писатели на „твърда“ научна фантастика. Първата му литературна публикация е в списанието „Astounding“, където през 1942 г. е публикуван неговият разказ „Proof“. Първият роман на Хал Клемънт – „Needle“ излиза през 1950 г. През 1954 г. излиза неговият роман „Mission of Gravity“, който поставя началото на цикъла за планетата Месклин. Книгите от този цикъл стават и най-популярните произведения на Хал Клемънт.
През 1998 г. Хал Клемънт е награден с Grand Master Award, а през 1996 г. разказът му „Uncommon Sense“ е отличен с награда Хюго за най-добър разказ за 1946 г.